# Ivo Odehnal
Ivo Odehnal (* 4. dubna 1936 Valašské Klobouky) je český spisovatel a básník. Od roku 1957 žije v Brně.
Je autorem 20 sbírek veršů, příležitostných televizních scénářů, jako učitel filozofie zpracoval učebnici Úvod do filozofie člověka. Věnuje se také poezii pro děti.
V roce 2009 vyšla v brněnském nakladatelství Doplněk jeho sbírka veršů Brněnská pasáž, která je věnována městu Brnu, v němž autor prožil přes padesát let života.
Koncem roku 2013 vydalo nakladatelství SURSUM skladbu Šaman z kančích hor pouští žílou motýlům paměti, která je autorovou existenciální sebereflexí a jistým završením výpovědí o básníkově rodném Valašsku.

## Biografie
Pochází z rodiny soudního úředníka. Studoval reálné gymnázium ve Valašských Kloboukách (bylo změněno na jedenáctiletou střední školu; mat. 1954); na Agronomické fakultě VŠZL v Brně absolvoval dva semestry (1954–55) . Několik měsíců pracoval jako inspektor státních příjmů finančního odboru ONV. Po prezenční vojenské službě (1955–57) se přihlásil na FF UJEP (nyní Masarykova univerzita) v Brně, studia filozofie a dějepisu ukončil 1962 diplomovou prací Kritika voluntarismu a marxistické pojetí vůle. V letech 1962–69 byl odborným asistentem na katedře filozofie Vysokého učení technického v Brně, (1965–68 externě i na Filozofické fakultě MU), titul PhDr. obhájil roku 1968 prací Pojem vůle jako výraz aktivního vztahu člověka ke světu; složil též zkoušky z tzv. kandidátského minima. Po zrušení katedry filozofie VUT a následné výpovědi působil krátce jako vědecký pracovník při rektorátu téže školy. 1970–79 učil na Učňovské škole oděvní v Brně (1970–1975 bez trvalého pracovního poměru); v období 1974–1977 absolvoval tři ročníky rozšiřovacího studia češtiny; 1979–89 byl ředitelem nakladatelství Blok; na funkci rezignoval, nadále ale působil jako nakladatelský redaktor. Po 1989 učil externě filozofii na Vysoké škole zemědělské v Brně a na Ústavu společenských věd VUT, kde zpracoval učební text Úvod do filozofie člověka (vyd. Akad. Nakl. CERM, Brno 2002). V 90. letech vedl pobočku nakladatelství Fortuna Print a odpovídal např. za vydání Kroniky opery, Kroniky země, Lexikonu zemí a dalších titulů.

## Dílo
Debutoval 1961 v Červeném květu (Ostrava), přispíval do novin a časopisů: univerzitní noviny U-62, Dokořán, Universitas, Rovnost, Plamen, Host do domu, Sešity pro mladou literaturu, Literární noviny, Kultura, Kulturní tvorba, Slovenské pohľady, Romboid (oba Bratislava), Tvorba, Svět práce, Svobodné slovo, Literární měsíčník, Lidová demokracie, ROK; Host; spolupráce s Čs. rozhlasem a Čs. televizí (publicistické scénáře). Jeho verše byly uvedeny v pražském divadle Rubín a poetické vinárně Viola, v Nedělní chvilce poezie, na Velkých čteních OS aj. Užívá šifer: Od, od.
 

### Poezie
- Hladné pusté, Blok 1970
- Hadí paměť, Profil 1971
- Vábidla, Blok 1975
- Kvetoucí oheň, MF 1975
- Tiché bubnování, Blok 1977
- Nedílné hory, Profil 1978
- Domovské právo, ČS 1979
- Píseň o velkomoravské náušnici, Blok 1980
- Srdce o dvou kůrkách, Melantrich, 1982
- Křísení jisker, Blok 1983
- Rozpustilá písmenka, (verše pro děti, ilustrace Sylvie Vodáková), Panorama 1983, reed. Zabloudil 1997
- Oko za oko zpěv za zpěv (výbor), Blok 1986
- Zamilovaný Descartes, ČS 1987
- Balada o Marii, NV 1988
- Pohanský hlad, Melantrich 1988
- Věž laskavého větru, Blok 1989
- Bolehlav pro Sokrata, Zabloudil 1997
- Luna nad mlatem, akad. nakl. CERM 2002
- Babylon lásky, nakl. CERM 2005
- Černý albatros, Muzeum J.A. Komenského Přerov 2006
- Ohořelec, Host 2006
- Brněnská pasáž, Doplněk 2009
- Šaman z kančích hor pouští žílou motýlům paměti, SURSUM 2013
- Kozí balet, sbírka pro děti /ilustrace Jan Hrubý/ SURSUM 2016
- Píseň o velkomoravské náušnici, Tribun EU,s.r.o., 2016, 5. vydání v češtině, 1. vydání s překladem do makedonštiny
- Hnízdo srdce (výbor), Tribun EU, s.r.o.,2017, účelový náklad města Valašské Klobouky
- Úklid neklidu - neklid úklidu 2017 - 2018, Barrister a Principal 2018
- Hnízdo srdce (výbor), Tribun EU, s.r.o., 2019, 2. vydání

### Příspěvky ve sbornících a almanaších
- Tvář (1963)
- Rosný bod (Památník Petra Bezruče 1964)
- Básnický almanachv (1974)
- Vzrušeným dechem (1975)
- Tanky a šeřík (1975)
- Tobě, Ostravo (1978)
- Ty, která mládneš v nás den ze dne (1981)
- Zrcadla lásky (1982)
- Vesnjana Vltava (Kijiv 1982)
- Sovremena poezija na Čechoslovačka (Struga 1983)
- Kupte si štěstí v bazaru (1983)
- Sklizeň světla (1983)
- Žít v míru (1983)
- A hory nemlčely (1984)
- Nachový plamen (1984)
- Zbraň poezie (1985)
- Jarní zpěv (1985)
- Mezi hudci (1985)
- Dvojhlas (1985)
- Letopis (1985)
- Čas (1985)
- Ze studní hlubokých (1986)
- Jak lomikámen v dešti (1987)
- Lásky a nelásky (1998)
- Slavík nezpívá špatně (1998)
- Kulturní toulky Valašskem (2001)
- Před branami noci (2004)
- Co si myslí andělíček (2004)
- Báseň mého srdce (2005)
- Epigram (2006)
- Jizvy na svých místech (2006)
- Chlévská lyrika (2010)
- Pastýři noci (2014)
- Rybáři odlivu (2015)
- Brno v náručí Moravy (2015)
- Řezbáři stínů (2016)
- Duše plné slov, Almanach Obce spisovatelů ČR 2017
- Řeka úsvitu, Almanach české poezie 2017,
- Kořeny/ Korene, výbor z české a slovenské poezie ke 100. výročí ČSR, Sursum 2018
- Terasa Zlínské literární tržnice 5 (2019)

### Redaktorská práce
- Znamení krajiny (1973, s J. Uhrem)
- Žeň Strážnice Marušky Kudeříkové (výbory, 1979, 1982, 1984, 1986, s O. Řídkým)
- Máš křídla, leť (tvorba mladých autorů, 1989)
- Síla a moc vůle